# بيفور ذا إفري أفتر
بيفور ذا ايفري أفتر هي رواية شعرية للصف المتوسط من تأليف جاكلين وودسون، نُشرت في 1 سبتمبر 2020 بواسطة كتب نانسي بولسن.

## الاستقبال
تلقت رواية بيفور ذا ايفري أفتر تقييمات مميزة بنجمة من موقع مراجعات كيركس و مجلة بوكليست  ومجلة سكول لايبراري جورنال وكتاب القرن  ومجلة بابليشرز ويكلي  وشيلف أويرنس  بالإضافة إلى مراجعة إيجابية من نشرة مركز كتب الأطفال.
أطلق عليها موقع مراجعات كيركس أحد أفضل الكتب لهذا العام. 
| سنة  | جائزة                                                          | نتيجة |
| ---- | -------------------------------------------------------------- | ----- |
| 2021 | جائزة كوريتا سكوت كينغ للكتاب للمؤلف                           | فائزة |
| 2021 | كتب الأطفال البارزة من ألسك                                    | مرشحة |
| 2021 | أفضل روايات جمعية المكتبات الأمريكية للشباب                    | مرشحة |
| 2021 | جائزة إيميج السينمائية للعمل الأدبي المتميز - الشباب/المراهقين | فازت  |
| 2020 | جائزة اختيار جودريدس للصف المتوسط والأطفال                     | مرشحة |
| 2020 | اختيار محرري قائمة الكتب:صوت الشباب                            | مرشحة |

تلقى الكتاب الصوتي مراجعة مميزة بنجمة من مجلة بوكليست. 